# 2024年喬治亞國會選舉
2024年喬治亞國會選舉於2024年10月26日舉行，選出新一屆喬治亞議會全體150位議員。 根據該國在2017年新修正的憲法，國會中所有席次皆以比例代表制選出，並有5%的選舉門檻。 選舉結果為格魯吉亞夢想獲得過半數議席。

## 背景
執政聯盟喬治亞夢想自2012年國會選舉起已執政12年，它雖仍是國會最大黨，但近年正逐漸流失支持。此次選舉是1991年喬治亞獨立以來首次國會席次皆以比例代表選出，這被認為對反對黨有利。
即使部分反對派出現分歧，但聯合國家運動黨、强大格鲁吉亚、改变联盟決議以非正式的選舉聯盟競選，並在比例代表名單中共推候選人以增加突破5%選舉門檻的機會。而为了格鲁吉亚、新政治中心—吉爾基與喬治亞工黨選擇獨立參選。大多數反對派簽署了《喬治亞憲章》，當中要求各黨不和喬治亞夢想組成聯合政府。
新政治中心—吉爾基與格鲁吉亚爱国者联盟则表示，只要談妥條件，他们不排斥與喬治亞夢想共組政府。但新政治中心—吉爾基也表示，若他黨能開出更好得條件，他們也不排除和其他反對黨共組政府。
喬治亞前總理比济纳·伊万尼什维利是喬治亞夢想的創黨元老，他雖在2021年退出政壇，但對該國政治仍具有影響力。在選舉前數月，他重出政壇領導喬治亞夢想競選。
儘管喬治亞人民普遍支持加入歐盟和北約，但在俄乌战争與喬治亞和俄羅斯的潛在衝突下，喬治亞夢想將自己定位為唯一能以「務實政策」來實現與俄羅斯維持和平的政黨。喬治亞夢想指控Global War Party對西方世界有極大影響力，並稱該黨試圖將喬治亞捲入衝突。喬治亞夢想還誓言取締絕大多數反對黨，該黨指控反對黨與统一民族运动党合作。喬治亞夢想指控，該黨執政時讓喬治亞在2008年陷入戰爭，還建立了「暴力和酷刑制度」。
伊万尼什维利向克里姆林宮示好，呼籲喬治亞為2008年的戰爭道歉。喬治亞夢想同時強化了與中國的關係，並承諾在「遵循喬治亞自身規則」的前提下加入歐盟。
反对派批評執政黨親俄，除了譴責喬治亞夢想有關欧洲一体化的發言是双重思想，也批評執政黨的政策將使喬治亞遠離西方盟友和乌克兰，讓喬治亞變成「俄罗斯的后院」。反对派誓言加强与欧盟的关系，除了推動加入欧盟和北约以外，也签署备忘录要求“捍卫和保护喬治亞走向欧洲一体化的道路”。 他們也誓言要履行欧盟的所有建议，并开启入歐盟談判。 
除了亲欧的反对派之外，執政黨还面临格鲁吉亚爱国者联盟和Alt-Info極右翼聯盟挑战，这些政党多年来一直在竞选中强调保守主义和强烈的反西方言论，而喬治亞夢想最近才开始接受这些议题。 各方都稱即将举行的选举为“决定性公投”。 
選舉前喬治亞爆發示威，抗议執政黨推行的外国代理人法案。 該法案导致喬治亞与西方的关系紧张，美国以侵犯人权为由对多名喬治亞官员实施制裁，并讨论是否减少对第比利斯的援助。歐盟在2023年12月授予喬治亞會員候選國地位，但目前已暫停其申請程序，並警告，如果即將舉行的選舉不自由和公正，可能會暫停喬治亞的免簽證待遇。美国国会提出了《MEGOBARI法案》和《喬治亞人民法案》，旨在打击民主倒退、对破坏民主者實施制裁，同时也獎勵促進民主者。美国和欧盟此舉被部分分析認為是干涉喬治亞內政和破壞其主權，以保护喬治亞受西方资助NGO的庞大影响力。

### 對外關係
喬治亞夢想宣布將加入欧盟和北约，同时称对俄罗斯采取比反俄的反對派更为和解的态度。然而，俄羅斯入侵烏克蘭以及亚美尼亚与阿塞拜疆冲突带来的地缘政治影響使维持平衡变得更加困难。乌克兰政界人士称，如果喬治亞开辟针对俄罗斯的第二战场，将极大地帮助乌克兰。
在俄罗斯入侵乌克兰期间，喬治亞政府谴责俄罗斯的行为，并向乌克兰提供人道主义援助，但没有制裁俄罗斯。这使俄罗斯的资本和高級專業人才為避免军事动员而湧入喬治亞。而俄罗斯也没有批准喬治亞未實質統治的南奥塞提亚共和国加入俄罗斯联邦的公投提案 ，尽管两国关系一直处于敌对状态，但俄罗斯并未将喬治亞列入不友好国家名单。
2022年2月25日，位在首都第比利斯的喬治亞國會大樓前出現為期6天的大规模抗议，以表达对乌克兰支持。此次示威活动带有反政府色彩，反映出人们对喬治亞当局应对俄罗斯入侵反应不足日益不满。 
Droa领袖叶列涅·霍什塔里娅在抗議中要求時任总理伊拉克利·加里巴什维利及其政府下台。她呼吁立即采取有效行动支持乌克兰，例如对俄罗斯关闭領空，并敦促喬治亞申请加入欧盟。

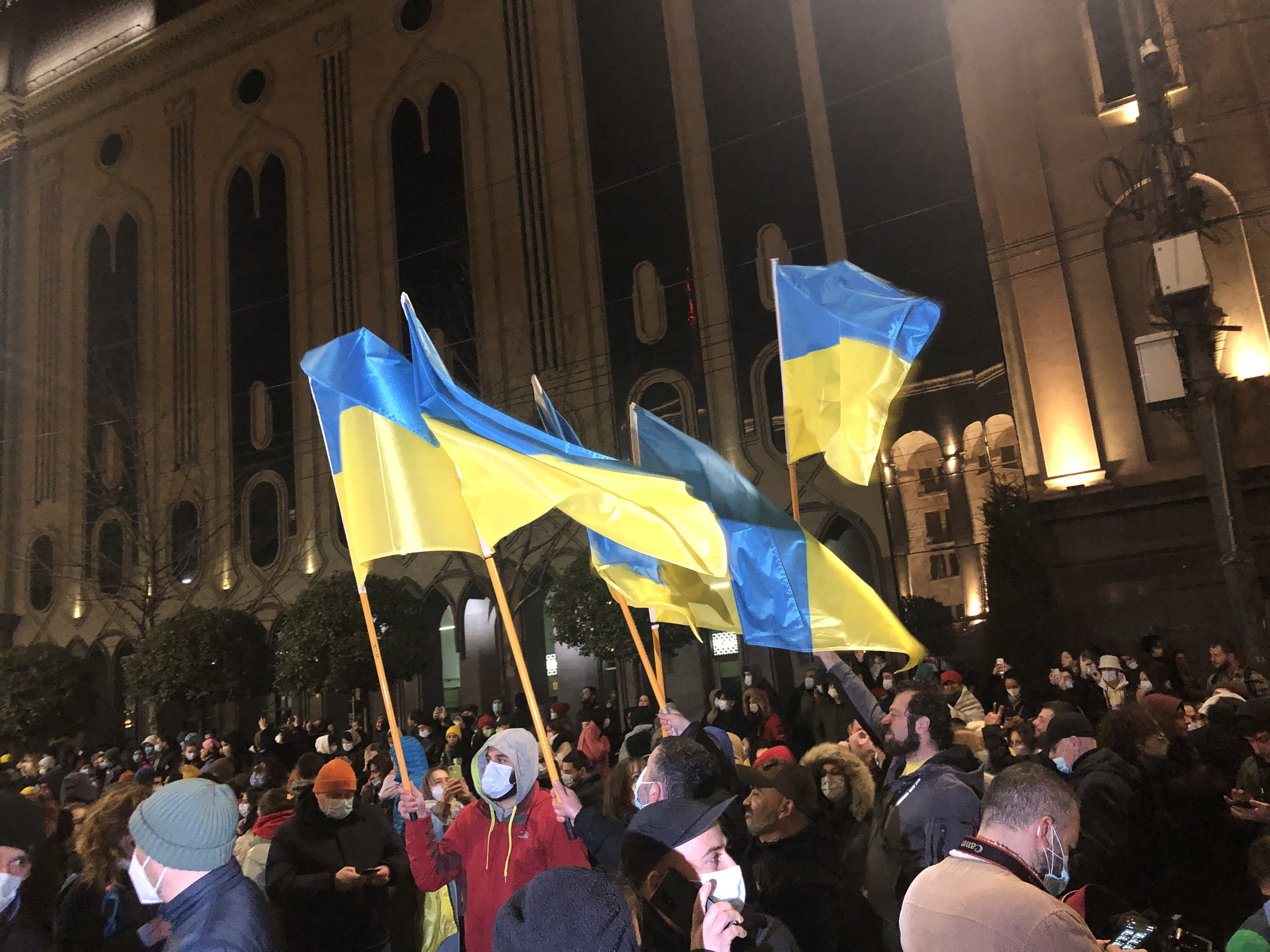
在第比利斯，抗议者谴责政府对乌克兰的支持不足。

此次集会凸显了人们对政府处理危机的不满，抗議者對志願者所遭遇的障礙及拒绝加入西方对俄罗斯的制裁感到愤怒。 喬治亞梦想黨魁马穆卡·姆季纳拉泽表示，喬治亞无法派遣志愿者協助乌克兰，因为這可能会与引發與俄罗斯的戰火。烏克蘭總統泽连斯基因此决定召回乌克兰驻喬治亞大使。喬治亞总理伊拉克利·加里巴什维利宣布，喬治亞不会加入对俄罗斯的制裁，因为这对喬治亞经济的损害大于对俄罗斯的损害，这加剧了抗议活动中日益高涨的反政府情绪。喬治亞总理指出，无论是西方还是乌克兰，在2008年战争期间或之后都没有对俄罗斯实施制裁，甚至一切照舊，包括和俄罗斯重启外交，而喬治亞却被要求牺牲自己並摧毁经济。
2022年6月，欧盟拒绝喬治亞加入欧盟的申请，理由是喬治亞政府涉嫌媒体审查，并拒绝加入对俄罗斯的国际制裁。 这引发了反对派及反政府的动员。反过来，主权主义派系人民力量于2022年8月脱离喬治亞夢想，并提出立法来规范外国影响、建立一個特別登記系統來監控政治活動的外資組織，其中許多組織是由西方資助的。尽管政府声称该法案是為了公开明，但在西方大使馆和政界人士的声明下，反对派发动抗议活动来反对该法案，将其比作俄罗斯的外国代理人法，并表示该法案将危及欧洲-大西洋一体化，最终讓该法案被撤回。
2023年3月8日，数万人聚集在议会前，要求停止对该法律的进一步讨论。反对派领导人格奥尔基·瓦沙泽发出最后通牒，要求否决这些法案并释放抗议期间被拘留的人。
在第比利斯的抗议浪潮中，俄羅斯外交部声明，警告喬治亞不要发生暴力政权更迭。一些俄罗斯政界人士暗示，一旦边境局势不稳定，俄罗斯可能会使用军事手段。 2023年9月，喬治亞國家安全局聲稱發現反對派及西方資助團體計劃在喬治亞發動政變，並獲得在烏克蘭的喬治亞反對派政治人物的支持。 这又导致亲俄的反对派临格鲁吉亚爱国者联盟和Alt-Info極右翼聯盟發起“反迈丹运动”来对抗变。

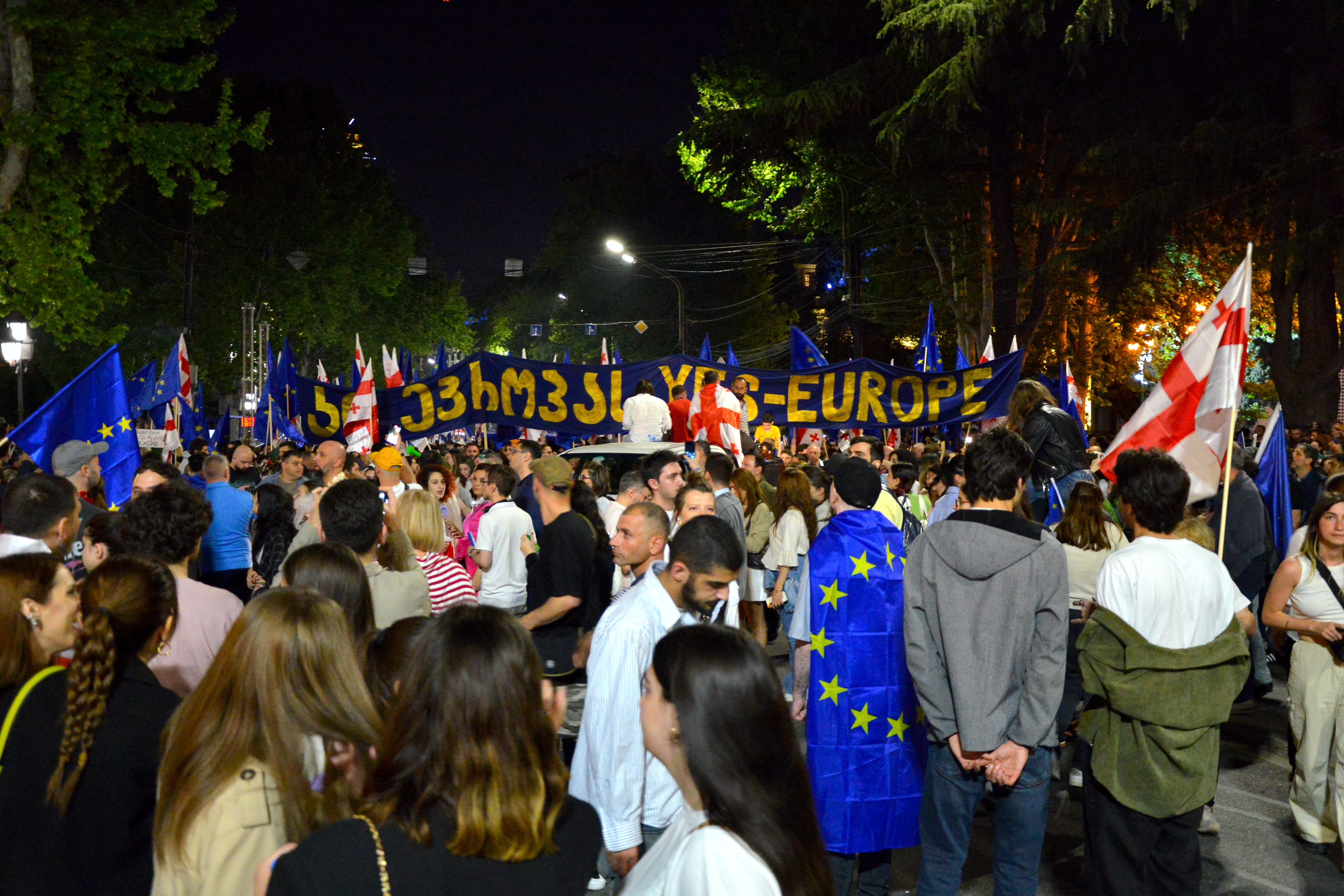
民眾舉起“加入欧洲”的布條

2023年12月，在因被指控滥职和贪污而被捕的反对派记者尼卡·格瓦拉米亞出狱，以及议会驳回亲反对派总统萨洛梅·祖拉比什维利的弹劾案后，欧盟决定授予喬治亞候选人身份。月底，总理伊拉克利·加里巴什维利总结这一年时表示，政府在“国内激进团体和敌对势力”造成的不稳定威胁下成功维护了和平， 并確立了喬治亞的欧盟候选国地位。

### 外國代理人法
2024年初，政府重新提出外国代理人法，導致喬治亞再次经历重大政治危机和示威，许多公民认为该法对公民自由和民主原则构成了威胁。议会多数党领袖马穆卡·姆季纳拉泽表示，重新提出该法案的原因是国内仍有NGO的秘密资金流通及外国秘密资助的政治活动。  4 月8日，喬治亞议会主席团将该法案登记为议会讨论。 批评人士表示，该法律要求接受外国资助的组织和个人注册为“代表外国利益的组织”，是一种压制异议、限制NGO和独立媒体活动的措施。全国各地爆发抗议活动，示威者呼吁废除该法律并保护民主自由。政府对抗议活动的反应不一，有些努力进行对话，但也出現了许多警察暴力。 

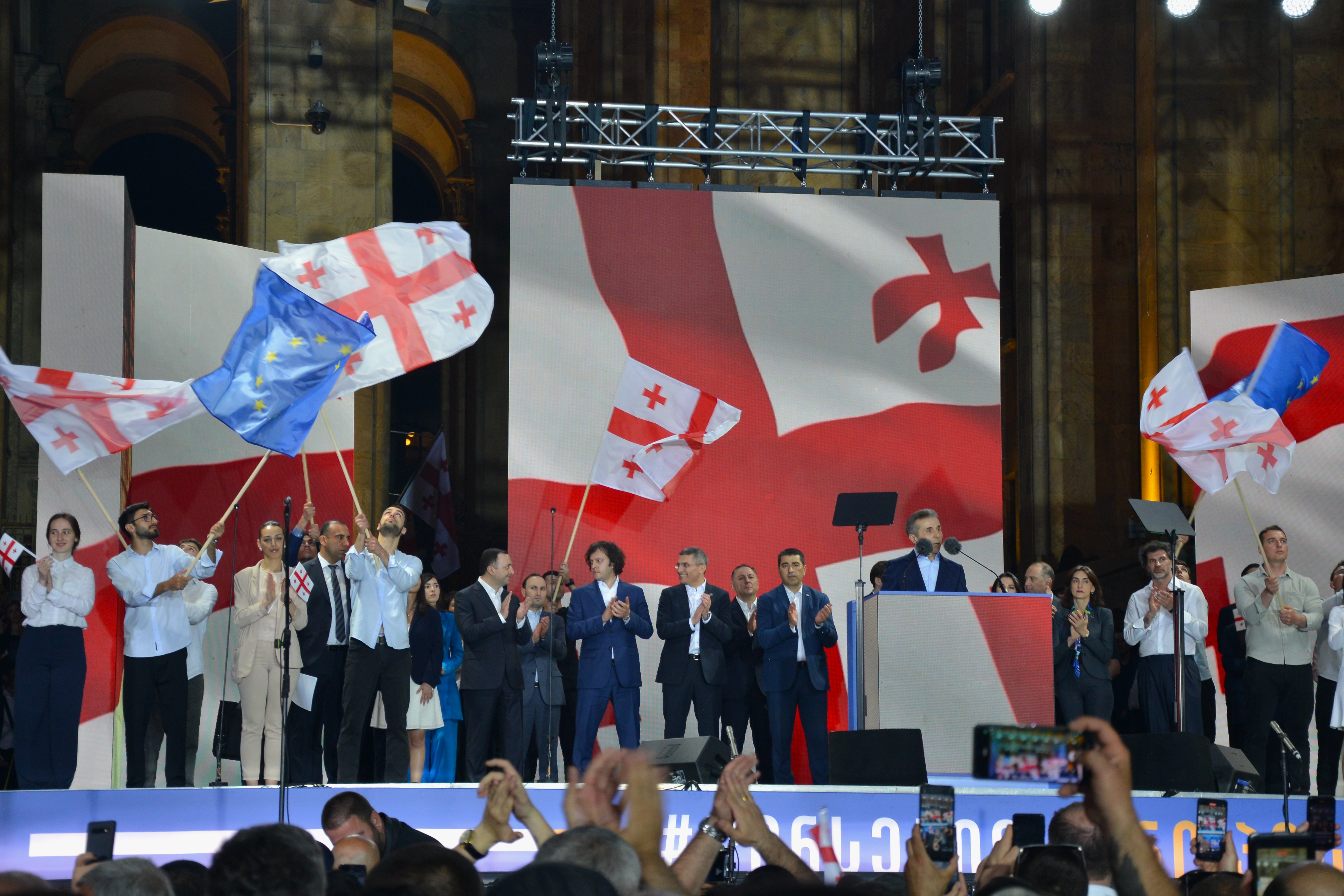
比济纳·伊万尼什维利在支持《外国影响透明度法》的集会上演講

5月11日，喬治亞爆发了一场破纪录的抗议集会，被认为是喬治亞历史上规模最大的抗议集会。數萬名示威者沿着库拉河游行，四支抗议队伍聚集在Metekhi的欧洲广场，庆祝歐洲日。据估计，至少有16.9万人参加，部分報導稱最高峰时人数曾达到20甚至30万。
抗议者和欧盟等西方国家都公开反对该法案，认为该法案将扼杀喬治亞的民主和新闻自由，并将其与俄罗斯外国代理人法进行比较。 欧盟和美国官员持續反对该法案，认为喬治亞不需要这项法律，尽管欧盟多次呼吁撤回此类立法，但该法案最終仍然通过。 该法案的支持者否认了这种说法，声称该法案将确保外国资金的透明度并保护喬治亞的主权免受恶意外国影响。
人民力量认为，该法律将保护喬治亞的民主和主权，防止外国通过资助NGO来干涉其国内事务。 一些人批评欧盟和美国干涉喬治亞内政，破坏其通过自身法律的主权，并以欧盟候选国地位和美国制裁来勒索喬治亞。 他们还强调，NGO不应依赖外国资金。 

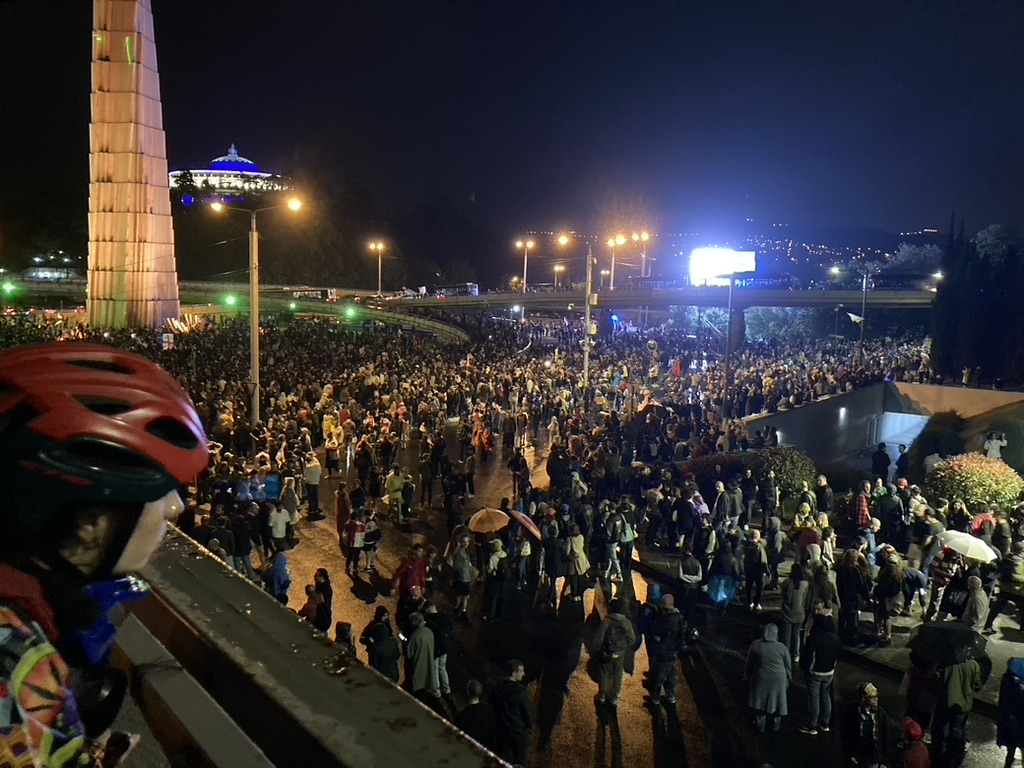
数百名抗议者封锁道路

2024 年 8 月，喬治亞总理伊拉克利·科巴希泽表示，预计选举将在“前所未有”和“破坏性”的外国干涉的背景下举行。 国会议长沙尔瓦·帕普阿什维利認為，外国资金帮助激进反对党竞选以对抗执政党。 
10月5日，总统萨洛梅·祖拉比什维利受访时宣布，如果將组建聯合政府，她已经有潛在的总理候选人名單。她指出，《喬治亞憲章》要求总理的产生必须与总统协商。虽然她没有透露候选人的身份，但他强调此人没有政治背景，她认为这对于建立公众信任和减少政治两极化至关重要。她还提到，她将會与签署宪章的反对党进行谈判。 隔天，国会议长帕普阿什维利透露，将重新启动对总统的弹劾。他指出，總統未经政府许可出访国外是弹劾的原因之一。 
选举前夕，数千名喬治亞人聚集在第比利斯举行支持欧洲的集会。示威者手持喬治亞國旗和歐洲旗，从五个不同地点開始，最后汇聚在自由广场。人群齐唱国歌，高唱歡樂頌。估计有9至10万人参加了这次集会。 
總統参加了此次集会，并重申喬治亞加入欧盟的承诺。她在演讲中表达了对乌克兰和摩尔多瓦支持，并向两国總統弗拉基米尔·泽连斯基和玛雅·桑杜喊話。他赞了桑杜的领导能力，支持她竞选连任，并祝福即将举行的公投能够取得有利于欧洲的结果；他也向泽连斯基表达了支持，并强调泽连斯基与俄罗斯的斗争不仅是为了乌克兰，也是为了喬治亞，因为两国都面临着俄罗斯的共同侵略。最后，她敦促喬治亞的欧洲和美国伙伴承认该国对欧洲未来的坚定承诺，并称喬治亞在加入欧盟的道路上已经勝利。

## 選制
喬治亞議會由150名议员组成，任期为四年。根据2017年9月26日通过的宪法修正案规定，此次选举席次皆由比例代表制選出，150名议员以全国选区封閉式名單选举产生，政党获得席次的選舉門檻为5%。為了確定一個政黨獲得的席次，首先將其所獲得的選票數乘以150，然後再除以所有獲得至少5%有效選票的政黨所獲得選票的總和。如果政黨所獲得的席位少於150個，則剩餘的席位將依次分配給獲得更好結果的政黨。 
2023年2月6日，喬治亞中央选举委员会通过法案，在大多数投票站引入电子选民登记和投票系统。 
2024年2月20日，喬治亞议会三读通过选举法修正案。这些修正案改变了中央选举委员会主席和“专业委员”的选举方式，并废除了传统上由反对党代表担任的副主席职位。根据新法，议长将代替总统提名并启动中央选举委员会主席和专业委员的选举竞争。议会要求在第一轮选举中获得五分之三多数票（90 票）才能选举候选人。如果不成功，下一轮将采用简单多数（76 票）的方式投票，最多可尝试两次。如果两次尝试都失败，总统将获得任命中央选举委员会主席/成员的权力。法律还规定，即使在法定人数较少的情况下选举产生中央选举委员会委员，其任期亦为五年。中央选举委员会由17名成员组成：其中7名由国会议长提名并由议会任命，9名由反对党提名。反对派和民间社会组织认为，这些变化增加了欧洲选举委员会的政治压力，损害了其中立性，违反了欧盟委员会的条件，也无视了威尼斯委员会对这些修正案的建议。
4月4日，喬治亞议会废除强制婦女保障名額。此前，法律要求不分區名單上至少四分之一是女性。这一决定是喬治亞梦想与反对党新政治中心—吉尔基达成的协议：喬治亞梦想支持吉爾基党取消婦女保障，而吉爾基同意支持喬治亞梦想候选人担任中央选举委员会主席。
5月30日，议会对选举法进一步修订，包括修改中央选举委员会的运作规则，并废除由公设辩护人代表和选定的国内外专家组成的中央选举委员会顾问小组。喬治亞梦想對这些变动表示，由于缺乏监督机构的参与，顾问小组未能发挥应有的作用。另一项重大修改是中央选举委员会决策程序的变化。此前，决策需要三分之二多数票才能通过。现在，如果一项决议无法在中央选举委员会会议上通过，则将在同一会议上重新投票，如果获得多数票，则将被视为通过。执政党称，这是一种反僵局机制。 
8月16日，中央选举委员会发布命令，要求各选区选举委员会主席在选举前一周（而不是选举当天）抽签分配委员会成员的职责。批评人士认为，这一变化让当局有时间影响选举进程并威胁到选举的透明度。反对派已就该法令向法庭提出质疑，但第比利斯市法院维持了中央选举委员会的决定。独立监督机构和反对党仍然担心这些变化会破坏选举过程的公正性和透明度，尤其是在10月选举之前。 
8月27日，总统萨洛梅·祖拉比什维利签署法令，定于10月26日选举。 
人们对喬治亞移民的投票权表示担忧。尽管喬治亞移民通过汇款对经济产生了重大影响，但他们对国家选举的参与仍然有限。官方统计显示，去年有超过12.5万人离开喬治亞，而估计喬治亞移民数量可能高达160万。目前，喬治亞海外公民的投票程序被批评过于繁琐，投票站很少且通常仅设在大城市，这使得居住在偏远地区的移民难以投票。因此，移民的投票率相对较低；例如，在2020年选举中，只有66,217人登记投票，而实际参加投票的只有12,247人。包括反对党、NGO和总统萨洛梅·祖拉比什维利在内的各利益相关方都主张提供更加便捷的投票选择，例如增加投票站、进行电子投票或延长投票时间。然而，执政党喬治亞梦想以官僚主义和后勤挑战为由，反应迟缓。批评人士认为，不愿改革投票程序可能源于一种政治策略，目的是限制移民的影响力，因为移民被视为潜在的反对派选民。9月，中央选举委员会表示将在42个国家开设60个投票站。 

## 選舉結果

| 政黨                                                                                                   | 得票      | %      | 席次 | +/-  |
| --- | --------- | ------ | ---- | ---- |
| 喬治亞夢想                                                                                             | 1,119,967 | 53.93  | 89   | ▼1   |
| 改变联盟                                                                                               | 229,163   | 11.04  | 19   | ▲ 17 |
| 聯合國家運動黨                                                                                         | 211,130   | 10.17  | 16   | ▼ 23 |
| 强大格鲁吉亚                                                                                           | 182,955   | 8.81   | 14   | ▲ 8  |
| 为了格鲁吉亚                                                                                           | 161,327   | 7.77   | 12   | ▲ 12 |
| 新政治中心—吉爾基                                                                                      | 62,334    | 3.00   | 0    | ▼ 4  |
| Alliance of Patriots of Georgia                                                                        | 50,597    | 2.44   | 0    | ▼ 4  |
| 喬治亞工黨                                                                                             | 15,097    | 0.73   | 0    | ▼ 1  |
| Change Georgia                                                                                         | 12,518    | 0.60   | 0    | ━    |
| 喬治亞歐洲民主黨                                                                                       | 7,966     | 0.38   | 0    | ━    |
| Georgian Unity                                                                                         | 4,505     | 0.22   | 0    | ━    |
| 自由喬治亞                                                                                             | 4,152     | 0.20   | 0    | ━    |
| Party of Georgian Unity and Development                                                                | 3,940     | 0.19   | 0    | ━    |
| Sakartvelo                                                                                             | 2,779     | 0.13   | 0    | ━    |
| Chven                                                                                                  | 2,606     | 0.13   | 0    |      |
| Tribune                                                                                                | 2,486     | 0.12   | 0    |      |
| Our United Georgia                                                                                     | 1,856     | 0.09   | 0    |      |
| Left-wing Alliance                                                                                     | 1,306     | 0.06   |      |      |
| 總計                                                                                                   | 2,076,684 | 100.00 | 150  | –    |
| 登記選民／投票率                                                                                       | 3,508,294 | –      |      |      |
| 來源：Election Administration of Georgia （页面存档备份，存于）、 Radio Liberty （页面存档备份，存于） |           |        |      |      |

## 各方反應
喬治亞夢想在選舉中奪得91席過半，反對派指控此次選舉造假，並指控選舉是「憲法政變」。出口民調顯示反對派應獲得多數席次，但結果卻不然。總統萨洛梅·祖拉比什维利稱此次選舉受到俄羅斯的操控，表示不承認此次選舉，同時也呼籲民眾上街抗議。
11月5日反對派偕同數千名民眾在首都抗議，要求重新選舉並拒絕承認新任國會。11月10日，格鲁吉亚首都第比利斯发生抗议活动，要求重新举行新的议会选举。社交平台Daitove通过社交网络组织这次活动，4个反对派组成的政党联盟宣布拒绝参与新议会组织工作。
歐洲安全與合作組織的觀察員稱，選舉中出現賄選及重複投票，投票所內出現監視器，營造老大哥在看著你的感覺。總統向憲法法庭提出違憲審查，認為選舉「違反選舉的普遍性和保密原則」。
2024年12月5日，乌克兰总统弗拉基米尔·泽连斯基签署一项法令，对格鲁吉亚梦想—民主格鲁吉亚党以及15名格鲁吉亚政府人士实施制裁。泽连斯基对制裁决定指出，格鲁吉亚梦想—民主格鲁吉亚党及相关格鲁吉亚亲俄政府人士将格鲁吉亚让给俄罗斯，出卖格鲁吉亚和人民的利益。